# Ligota Prószkowska
Ligota Prószkowska, dawniej także Ligota Proskowska (dodatkowa nazwa w j. niem. Ellguth Proskau, od 1936 Frei Proskau) – wieś w Polsce położona w województwie opolskim, w powiecie opolskim, w gminie Prószków.
W latach 1954–1959 wieś należała i była siedzibą władz gromady Ligota Prószkowska, po jej zniesieniu w gromadzie Prószków. Od 1950 miejscowość administracyjnie należy do województwa opolskiego.

## Nazwa
Nazwa Ligota występująca także w skróconej formie Lgota wywodzi się z języka staropolskiego i oznacza ulgę. Ligota oznacza osadę założoną na surowym korzeniu z zastosowaniem dla jej nowych mieszkańców ulgi na zagospodarowanie. Miejscowości o tej nazwie pełniły funkcję podobną do dzisiejszych specjalnych stref ekonomicznych i były zwolnione z płacenia podatków co miało zainicjować ich rozwój.
W alfabetycznym spisie miejscowości na terenie Śląska wydanym w 1830 roku we Wrocławiu przez Johanna Knie wieś występuje pod polską nazwą Ligota proskowska oraz nazwą zgermanizowaną Ellguth Proskau. Spis ten również wywodzi nazwę Ligota z języka polskiego: "Ligota ist die polnische Benennung der verschiedenen Orte Elgot u. Ellguth" czyli w tłumaczeniu na język polski "Ligota jest polskim znaczeniem różnych wsi o nazwie Elgot oraz Ellguth".  Ze względu na polskie pochodzenie nazwy w sierpniu 1936 roku w ramach akcji germanizacyjnej nazistowska administracja III Rzeszy zmieniła nazwę wsi ze zgermanizowanej na nową, całkowicie niemiecką - Frei Proskau.
| SIMC    | Nazwa   | Rodzaj     |
| ------- | ------- | ---------- |
| 0998895 | Pulów   | część wsi  |
| 0998866 | Smolnik | przysiółek |

## Historia
Najstarsze o Ligocie pisane informacje datowane są na sam początek XIV w.: wieś wymieniana jest w księdze uposażeń biskupa wrocławskiego jako Elgotha, co zdaje się być przekształceniem „lgoty” - ulgi - osady zakładanej najczęściej wśród lasów, na tzw. wolnym pniu i zwolnionej na jakiś czas od powinności lennych.
W 1784 miejscowość opisano jako: wieś należąca do dóbr prószkowskich, oddalona 1 ⅛ mili od Opola, posiada kościół katolicki i szkołę, liczy 18 gospodarzy i chałupników, liczba mieszkańców wynosi 161.

## Zabytki

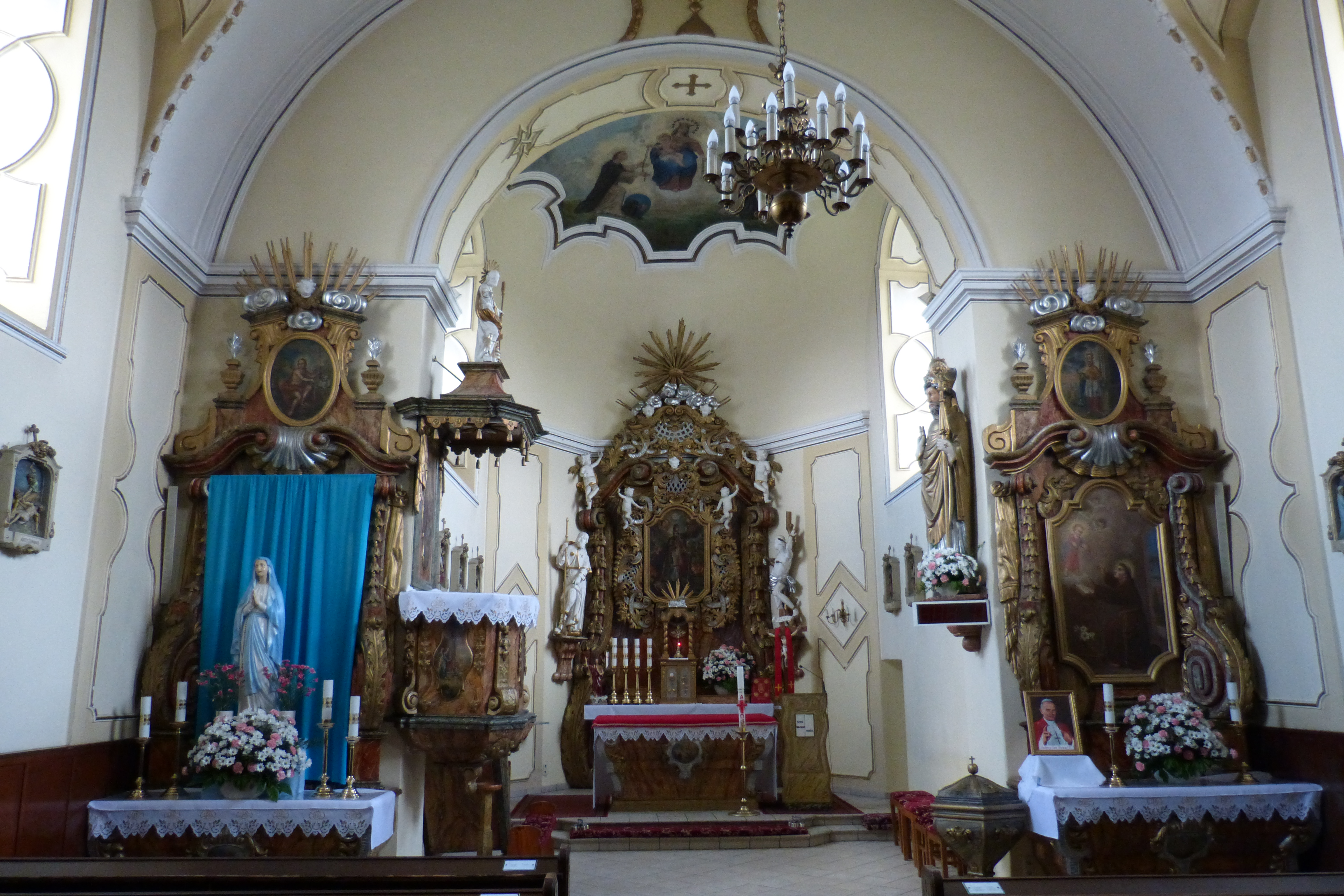
Wnętrze kościoła św. Mikołaja w Ligocie Prószkowskiej

Do wojewódzkiego rejestru zabytków wpisany jest:
- kościół par. pw. św. Mikołaja, zbudowany w poł. XVIII w., w kościele znajduje się drewniana XIV wieczna gotycka rzeźba przedstawiająca św. Mikołaja